# Anarcha Westcott
Anarcha Westcott (vers 1828 - inconnue) est une esclave noire qui subit une série d'interventions chirurgicales expérimentales douloureuses menées par J. Marion Sims, sans anesthésie, pour traiter une combinaison de fistule vésico-vaginale et de fistule recto-vaginale. L'expérimentation médicale de Sims avec Westcott et d'autres femmes esclaves, et son rôle dans le développement de la gynécologie moderne, suscitent la controverse parmi les historiens de la médecine.
Au xxie siècle, Anarcha Westcott devient une héroïne pour les femmes noires.

## Contexte
On sait peu de choses sur Anarcha Westcott, et ce que l'on sait provient des registres tenus par le propriétaire de la plantation, des revues médicales écrites sur le travail de Sims et des documents écrits par Sims lui-même. Au moment de sa grossesse, Anarcha Westcott est une esclave de dix-sept ans vivant en Alabama. Elle souffre d'une forme sévère de rachitisme due à un manque de vitamine D et à une malnutrition, déformant son bassin, l'empêchant d'accoucher. Elle entre en travail en juin 1845 et après avoir tenté d'accoucher pendant trois jours, Sims, un «médecin de la plantation», fut convoqué pour l'aider dans son travail.
Aucune source ne commente l'enfant mort-né d'Anarcha Westcott. Le père, non identifié, est soit son propriétaire blanc ou son délégué ou un esclave noir.

## Chirurgie expérimentale
Après la mort de l'enfant, Anarcha Westcott est ramenée à Sims parce qu'elle a plusieurs déchirures non cicatrisées dans son vagin et son rectum - une fistule vésico-vaginale et une fistule recto- vaginale. Ces déchirures ont pour conséquence une incontinence urinaire et fécale, avec des écoulements à travers ses plaies ouvertes, qui lui causent une douleur atroce. Cette incontinence entraîne des infections, des tissus enflammés et des odeurs.
Sims effectue 30 opérations expérimentales, non consensuelles et sans anesthésie sur Anarcha Westcott avant de réussir à refermer la fistule et les déchirures. Pendant les opérations, Westcott ne reçoit aucune anesthésie alors que celle-ci est une technique récemment devenue disponible. Après les opérations, Sims lui administre de l'opium, qui est alors une méthode acceptée pour traiter la douleur. Les opérations expérimentales que Sims effectue sur Anarcha Westcott et d'autres esclaves révolutionnent la chirurgie gynécologique ; la technique développée par Sims est le tout premier traitement des fistules vésico-vaginales.
Le 21 décembre 1856 Anacha [sic] , âgée de 32 ans, est admise au  Woman's Hospital géré par Sims à New York. Selon les registres, elle y reste environ un mois et peut sortir en janvier 1857, considérée comme guérie. Son propriétaire William Lewis Maury (en), appartient à la US Navy, comté de Caroline, Virginie. Les circonstances de son voyage à New York sont inconnues,.
Une pierre tombale pour une personne dénommée «Annacay» [sic], épouse de Lorenzo Jackson, est retrouvée par hasard dans le comté de King George, en Virginie (adjacent au comté de Caroline). Dans le recensement de 1870, son nom est orthographié Anaky Jackson, et sur son acte de décès, Ankey. La date de décès sur les statistiques de l'état civil ne correspond pas à celle de sa pierre tombale (1869/70). Le cinéaste Josh Carples conclut qu'il s'agit de la même Anarcha que Sims a traitée en Alabama. Si elle a eu 32 ans en 1856, elle est née en 1824 et elle est enceinte à 13 ans lorsqu'elle est soignée pour la première fois par Sims.

## Héritage
En 2015, l'auteur J.C. Hallman (en) s'intéresse à l'histoire d'Anarcha Westcott, et souhaite absolument retrouver et raconter son histoire. Il publie des articles « Sims et Anarcha » dans le Harper's Magazine, le Montgomery Advertiser et The Baffler et son travail pour découvrir la dernière demeure d'Anarcha Westcott est présenté dans le film documentaire de Josh Carples, Remembering Anarcha. Hallman travaille sur un livre intitulé The Anarcha Quest, basé sur les premières preuves d'archives de la vie d'Anarcha Westcott qui ne proviennent pas des propres récits de Sims.
Sims pratique de manière controversée une chirurgie expérimentale sur des femmes noires sans anesthésie.
Une petite statue d'Anarcha Westcott est érigée par des manifestants près de la statue de Sims sur le terrain du Capitole de l'État de l'Alabama. Elle est très rapidement volée.
En 2021, l'artiste Michelle Browder (en) parcourt le pays pour collecter des fonds et demander des dons d'objets métalliques au rebut, qu'elle soude pour construire un mémorial de 15 pieds en hommage à Anarcha Westcott et à deux autres femmes opérées par Sims. Les travaux sont achevés à San Francisco et la sculpture est érigée à Montgomery, en Alabama, dans le cadre d'un projet de campus plus large visant à sensibiliser, Mothers of Gynecology Movement (en).

## Poésie
- (en) Joanne Godley, « A Herstory of Pain », Massachusetts Review, vol. 62,‎ 2021, p. 33-42
- (en) Dominique Christina, Anarcha Speaks : A History in Poems., Beacon Press, 2018 (ISBN 9780807009215)
- (en) Kwoya Fagin Maples, Mend : poems, Lexington, Kentucky, University Press of Kentucky, 2018 (ISBN 9780813176284)
- (en) Bettina Judd, Patients : poems, Black Lawrence Press, 2014 (ISBN 9781625579232)
- (en) Bettina Judd, « The Researcher Discovers Anarcha, Betsey, Lucy », Meridians: Feminism, Race, Transnationalism, vol. 11,‎ 2013, p. 238–239 (lire en ligne)
- (en) T. J. Jarrett, « Anarcha: J. Marion Sims Opens My Body for the Thirty-First Time », Virginia Quarterly Review, vol. 90,‎ 2014, p. 52 (lire en ligne)

## Lectures complémentaires
- (en) J. Marion Sims, « On the Treatment of Vesico-Vaginal Fistula », American Journal of the Medical Sciences,‎ janvier 1852, p. 59–82 (lire en ligne)